# 澤蘭德鄉
46°24′54″N 21°38′35″E / 46.415°N 21.643°E
澤蘭德鄉（羅馬尼亞語：Comuna Zărand, Arad），是羅馬尼亞的鄉份，位於該國西部，由阿拉德縣負責管轄，面積73平方公里，海拔高度123米，2011年人口2,677，人口密度每平方公里37人。